# Брито, Макс
Макс Брито (фр. Max Brito; 8 апреля 1968, Абиджан — 19 декабря 2022, Бордо) — ивуарийский регбист, игравший на позиции винга. В 1995 году во время матча чемпионата мира против сборной Тонги он получил тяжелейшую травму позвоночника, после которой до конца своей жизни остался парализованным и прикованным к инвалидной коляске.

## Биография

### Карьера игрока
Макс Брито родился в Кот-д’Ивуаре. Вместе со своим отцом, а также братьями Патриком и Фабрисом, ставшими профессиональными регбистами в будущем, он переехал в возрасте одного года во Францию. С 1980 года он начал заниматься регби и играть за команду «Бикаррос Олимпик» дивизиона Федераль 3 чемпионата Франции по регби. По профессии Макс был электриком.
На поле он выделялся благодаря причёске с дредами, а также самоотверженной игре. В 1994 году его призвали в сборную Кот-д’Ивуара, в составе которой он сумел сыграть всего три матча, не набрав очков. Брито был включён в заявку на чемпионат мира 1995 года, прошедший в ЮАР. Первой его игрой стал матч-открытие против сборной Шотландии, которую ивуарийцы проиграли со счётом 0:89. Результат заставил многих задуматься о том, стоит ли включать команды, не входящие в мировую элиту регби, в состав участников чемпионата мира. Второй матч против сборной Франции завершился опять же поражением «слонов» со счётом 18:54.

### Травма
Третий и, как оказалось, последний матч в карьере Брито состоялся 3 июня 1995 года против сборной Тонги. После розыгрыша схватки Брито с мячом устремился в контратаку, но был снесён тонганцем Иноке Афеаки, и тут же в борьбу за мяч вступили несколько игроков сборной Тонги (в том числе фланкер Вилли Луз), которые завязали рак и организовали навал. Несколько игроков упали на Брито, придавив его к земле. Судья остановил встречу, но когда игроки разошлись, они увидели, что Брито лежит на газоне и не может даже пошевелиться. Его срочно доставили в госпиталь Unitas города Претория в отделение интенсивной терапии. Врачи установили, что у Брито были сломаны несколько шейных позвонков. Сборная Кот-д’Ивуара проиграла тот матч 11:29 и покинула турнир.

### После травмы
Серия операций позволила спасти и восстановить деятельность 4-го и 5-го позвонков, однако последствия для Макса Брито были очень тяжёлыми. Вся его нижняя часть тела была полностью парализована. Лечение пострадавшего оплатили все сборные, участвовавшие в чемпионате мира 1995 года, однако этих средств оказалось недостаточно. Глава Ассоциации профессиональных регбистов Дэмьен Хопли в 2003 году заявил, что на лечение Брито собирались средства, но организаторы чемпионата мира вообще не оказали ему никакой поддержки.
По состоянию на 2007 год Брито оставался парализованным, подвижность его туловища и рук была крайне минимальной. В своём интервью от 2007 года Брито отзывался крайне пессимистично о том, смогут ли ему помочь реабилитироваться, и заявлял, что готов совершить самоубийство, лишь бы не страдать:

Уже 12 лет я в таком состоянии. Моё терпение кончилось. Если я однажды серьёзно заболею, но у меня хватит мужества покончить с собой, я так и сделаю… Столько лет в таком состоянии — наказание. Это проклятие, убивающее меня, с которым больше нет сил и мужества бороться. Не могу и не хочу больше жить, ведь я никогда не изменюсь и буду мучиться до конца своих дней.
Оригинальный текст (англ.)It is now 12 years since I have been in this state. I have come to the end of my tether... If one day I fall seriously ill, and if I have the strength and courage to take my own life, then I will do it... This bloody handicap - it's my curse. It kills me and I will never accept it. I can't live with it and it's going to be with me for the rest of my life.

Тем не менее, к 2015 году Макс Брито благодаря помощи ивуарийского регбиста Джакария Саноко впервые за долгие годы побывал на исторической родине и даже присутствовал на выставочном регбийном матче с участием более чем 60 игроков, средства от которого пошли на благотворительные цели. В том же году в мае Брито уже высказывался более оптимистично о своём будущем и заявил, что готов стать тренером:

Я сумел справиться со своим состоянием. Если ты примешь то, что случилось, то сможешь двигаться дальше, а иначе не сможешь добиться успеха. Сегодня я намерен возродить регби [в Кот-д’Ивуаре] и стать тренером для молодёжи.
Оригинальный текст (англ.)I have managed to vanquish my handicap. When you accept what has happened, you can move on. When you refuse to accept it, you can never find a way through. My aim today is to relaunch rugby [in Ivory Coast] by training young players.

Именем Брито была названа регбийная академия. В 2020 году Брито заявил, что ему удалось восстановить наполовину подвижность рук и морально принять свой статус:

Я бы сказал, что в течение 13-14 лет находился как бы в тумане, не понимая, где я. Случившееся было слишком жестоким. Но потом на меня словно снизошло просветление, и я понял, что надо принять судьбу. И с этого момента для меня открыты все двери.
Оригинальный текст (англ.)I would say there were 13 or 14 years of fog where I didn't know where I was. The accident was very violent. But after that I had a spiritual enlightenment and I understood that it was necessary to accept my handicap. And from that moment on, all the doors were open.

### Личная жизнь
Жена Макса развелась с ним после травмы и забрала несовершеннолетних сыновей, которые, по словам Макса, приходили к нему только «попросить денег, чтобы что-нибудь купить». В дальнейшем Макс состоял в отношениях с женщиной, которая была его сиделкой. Отец, Шарль, умер в 2019 году; мать проживает в коммуне Бискарросс. Сам Макс проживал в Бордо.

### Смерть
19 декабря 2022 года в 18:30 Брито скончался в возрасте 51 года.